# Godzilla vs. Kong
Godzilla vs. Kong (titlu original: Godzilla vs. Kong) este un film american din 2021 regizat de Adam Wingard. Este creat în genurile științifico-fantastic, Kaijū. Rolurile principale sunt interpretate de actorii Alexander Skarsgård, Millie Bobby Brown, Rebecca Hall, Brian Tyree Henry, Shun Oguri, Eiza González, Jessica Henwick, Julian Dennison, Kyle Chandler și Demián Bichir. 
Este o continuare a filmelor Godzilla: King of the Monsters (2019) și Kong: Skull Island (2017) și al patrulea din seria MonsterVerse (Legendary Entertainment). Este al 36-lea film din franciza Godzilla. A fost urmat în 2024 de filmul Godzilla x Kong: Un nou imperiu.

## Distribuție
- Alexander Skarsgård
- Millie Bobby Brown - Madison Russell
- Rebecca Hall
- Brian Tyree Henry
- Shun Oguri
- Eiza González
- Jessica Henwick
- Julian Dennison
- Kyle Chandler - Dr. Mark Russell
- Demián Bichir
- Alexandra Latysheva

Zhang Ziyi și-a reia rolul său, Dr. Chen, iar Van Marten a fost asistentul său. Lance Reddick a fost distribuit într-un rol nedezvăluit.

## Producție
Filmările au început la  12 noiembrie 2018 în Hawaii și Australia.